# Herrarnas C-2 500 meter i kanotsport vid olympiska sommarspelen 1984
Herrarnas C-2 500 meter vid olympiska sommarspelen 1984 hölls på Lake Casitas i Los Angeles. 

## Medaljörer
| Gren          | Guld                                    | Silver                                 | Brons                                  |
| C-2 500 meter | Jugoslavien Matija Ljubek Mirko Nišović | Rumänien Ivan Patzaichin Toma Simionov | Spanien Enrique Míguez Narcisco Suárez |

## Resultat

### Heat
| Heat 1 |                                          |         |    |
| 1.     | Matija Ljubek och Mirko Nišović (YUG)    | 1:49,08 | QF |
| 2.     | Didier Hoyer och Eric Renaud (FRA)       | 1:50,04 | QF |
| 3.     | Enrique Míguez och Narcisco Suárez (ESP) | 1:50,74 | QF |
| 4.     | Wolfram Faust och Ralf Wienand (FRG)     | 1:51,08 | QS |
| 5.     | Bret Young och Bruce Merritt (USA)       | 1:53,50 | QS |
| Heat 2 |                                          |         |    |
| 1.     | Ivan Patzaichin och Toma Simionov (ROU)  | 1:47,18 | QF |
| 2.     | Steve Botting och Eric Smith (CAN)       | 1:51,37 | QF |
| 3.     | Eric Jamieson och Andrew Train (GBR)     | 1:52,22 | QF |
| 4.     | Shusei Fukuzato och Hiroyuki Izumi (JPN) | 1:52,41 | QS |
| 5.     | Arturo Ferrer och Víctor Velasco (MEX)   | 1:57,80 | QS |
| 6.     | Jang Yeong-Cheol och Yun Hui-Chun (KOR)  | 2:25,20 | QS |

### Semifinal
| Semifinal |                                          |         |    |
| 1.        | Wolfram Faust och Ralf Wienand (FRG)     | 1:50,20 | QF |
| 2.        | Shusei Fukuzato och Hiroyuki Izumi (JPN) | 1:51,37 | QF |
| 3.        | Bret Young och Bruce Merritt (USA)       | 1:51,49 | QF |
| 4.        | Arturo Ferrer och Víctor Velasco (MEX)   | 1:53,19 |    |
| 5.        | Jang Yeong-Cheol och Yun Hui-Chun (KOR)  | 2:20,23 |    |

### Final
| Gold   | Matija Ljubek och Mirko Nišović (YUG)    | 1:43,67 |
| Silver | Ivan Patzaichin och Toma Simionov (ROU)  | 1:45,58 |
| Bronze | Enrique Míguez och Narcisco Suárez (ESP) | 1:47,71 |
| 4.     | Didier Hoyer och Eric Renaud (FRA)       | 1:47,72 |
| 5.     | Steve Botting och Eric Smith (CAN)       | 1:48,81 |
| 6.     | Wolfram Faust och Ralf Wienand (FRG)     | 1:48,97 |
| 7.     | Eric Jamieson och Andrew Train (GBR)     | 1:49,59 |
| 8.     | Shusei Fukuzato och Hiroyuki Izumi (JPN) | 1:50,22 |
| 9.     | Bret Young och Bruce Merritt (USA)       | 1:50,55 |